# De Unistand
Heer Bommel en de Unistand (in boekuitgaven/spraakgebruik verkort tot De Unistand) is een verhaal uit de Bommelsaga, geschreven en getekend door Marten Toonder. Het verhaal verscheen voor het eerst op 6 augustus 1979 en liep tot 21 november 1979. Thema: De wereld wil bedrogen worden!

## Vakantieaankondiging 0487
Op 12 juli leest Heer Bommel in het NRC Handelsblad dat hij met vakantie zou zijn. Zijn bediende Joost ontkent elke betrokkenheid bij dit bericht. De kasteelheer stelt dat zijn autobiograaf er achter zit. Die is zonder zijn toestemming in Ierland gaan wonen, waar nu ook nog eens een poststaking is uitgebroken. Maar op 6 augustus zal de beschrijving van zijn leerzame levensweg worden hervat. Al zou hij naar dat eiland moeten zwemmen!

## Hoorspel
- De Unistand in het Bommelhoorspel